# Basquetebol da Associação Desportiva Sanjoanense
A equipa de Basquetebol da Associação Desportiva Sanjoanense é a secção que representa a dita agremiação em competições profissionais nacionais e internacionais, localizado em São João da Madeira, Aveiro, Portugal. Manda seus jogos no Pavilhão Municipal Paulo Pinto.

## Temporada por temporada
| Temporada | Nível | Liga    | Posição | Pós-temporada          |
| --------- | ----- | ------- | ------- | ---------------------- |
| 2010-11   | 3     | CNB 1   | 8º      | Oitavas de finais      |
| 2011-12   | 3     | CNB 1   | 6º      | Oitavas de finais      |
| 2012-13   | 3     | CNB 1   | 5º      | Quartas de finais      |
| 2013-14   | 3     | 1ª Div. | 1º      | Semifinais             |
| 2014-15   | 3     | 1ª Div. | 2º      |                        |
| 2015-16   | 3     | 1ª Div. | 1º      | Promovidosemifinalista |
| 2016-17   | 2     | ProLiga | 13      |                        |
| 2017-18   | 2     | ProLiga | 5       |                        |
| 2018-19   | 2     | ProLiga | 5       |                        |

fonte:eurobasket.com

## Artigos relacionados
- Liga Portuguesa de Basquetebol
- Proliga
- Supertaça de Portugal de Basquetebol